# Liste von Malern
Die Liste von Malern führt möglichst umfassend Maler aller Epochen auf. Wegen ihres Umfangs ist sie in Unterlisten unterteilt. Die Liste ist soweit vorhanden alphabetisch nach Nachnamen geordnet. Die Einträge enthalten neben dem Namen auch Informationen über Geburtsjahr, Sterbejahr, Herkunft und Epoche/Kunststil.

## Maler nach Genre
- Liste von Historienmalern
- Liste von Marinemalern
- Kategorie:Architekturmaler

## Maler nach Bildträger
- Liste von Glasmalern
- Liste der griechischen Töpfer und Vasenmaler

## Maler nach Kunststil
- Liste der Maler des Impressionismus

## Maler nach Nationalität oder Region
- Liste armenischer Maler
- Liste brasilianischer Maler
- Liste chinesischer Maler
- Liste dänischer Maler
- Liste flämischer Maler
- Liste polnischer Maler
- Liste russischer Maler
- Liste sambischer Maler und Bildhauer
- Liste Schweizer Maler und Grafiker
- Liste ukrainischer Maler
- Liste von Malern in der DDR